# 티오피미디어
티오피미디어(TOP MEDIA)는 대한민국의 연예 기획사이다. '티오피미디어 대표는 이재홍'이다. 소속 연예인으로는 MCND, ODD YOUTH 등이 있다. 본사는 서울특별시 강남구 삼성동에 위치에 있다. 연예 매니지먼트, 콘텐츠 기획·제작, 연예 신인 개발, 공연 기획 등의 엔터테인먼트 분야에 진출해있다.

## 현재 소속 연예인
- 틴탑[1] (니엘, 창조, 천지, 리키)
- MCND (캐슬제이, 빅, 민재, 휘준, 윈)
- ODD YOUTH (마이카, 마야, 카니, 써머, 예음)

## 이전 소속 연예인
- 엘조 (틴탑 전 멤버)
- 창범, 상훈, 찬용 (백퍼센트 전 멤버)
- 백퍼센트 (록현, 종환,  혁진)
- 민우 (백퍼센트 멤버)
- 신예찬 (원더나인 멤버)
- 진후 (업텐션 출신)
- 업텐션 (쿤, 고결, 비토, 선율, 규진, 환희, 샤오)
- 이진혁 (업텐션 출신)
- 방민수 (틴탑 출신)
- 김우석 (업텐션 출신)
- 에릭 (신화 멤버)
- 앤디 (신화 멤버)

## 연도 배출 아티스트
| 연도   | 아티스트  | 형태 | 구성원                                 | 데뷔연도 | 색깔                                     | 팬클럽             | 리더     | 이전 구성원              |
| ------ | --------- | ---- | -------------------------------------- | -------- | ---------------------------------------- | ------------------ | -------- | ------------------------ |
| 2010년 | 틴탑      | 그룹 | 천지, 니엘, 리키, 창조                 | 2010년   | 펄라이트 라벤더                          | Angel (엔젤)       | 없음     | 방민수, 병헌             |
| 2012년 | 백퍼센트  | 그룹 | 록현, 종환, 혁진                       | 2012년   | 크리스탈 씨즈, 스타라이트 블루, 클라우드 | 퍼펙션(PERFECTION) | 록현     | 상훈, 창범, 故민우, 찬용 |
| 2015년 | 업텐션    | 그룹 | 쿤, 고결, 비토, 선율, 규진, 환희, 샤오 | 2015년   | 옐로우 업, 레몬 크롬, 허니               | 허니텐(HONEY10)    | 쿤       | 진후, 이진혁, 김우석     |
| 2019년 | 신예찬    | 솔로 | -                                      | 2019년   |                                          |                    |          |                          |
| 2020년 | MCND      | 그룹 | 캐슬제이, 빅, 민재, 휘준, 윈           | 2020년   |                                          | 젬GEM              | 캐슬제이 |                          |
| 2024년 | ODD YOUTH | 그룹 | 마이카, 마야, 카니, 써머, 예음         | 2024년   |                                          |                    |          |                          |